# Fornícula

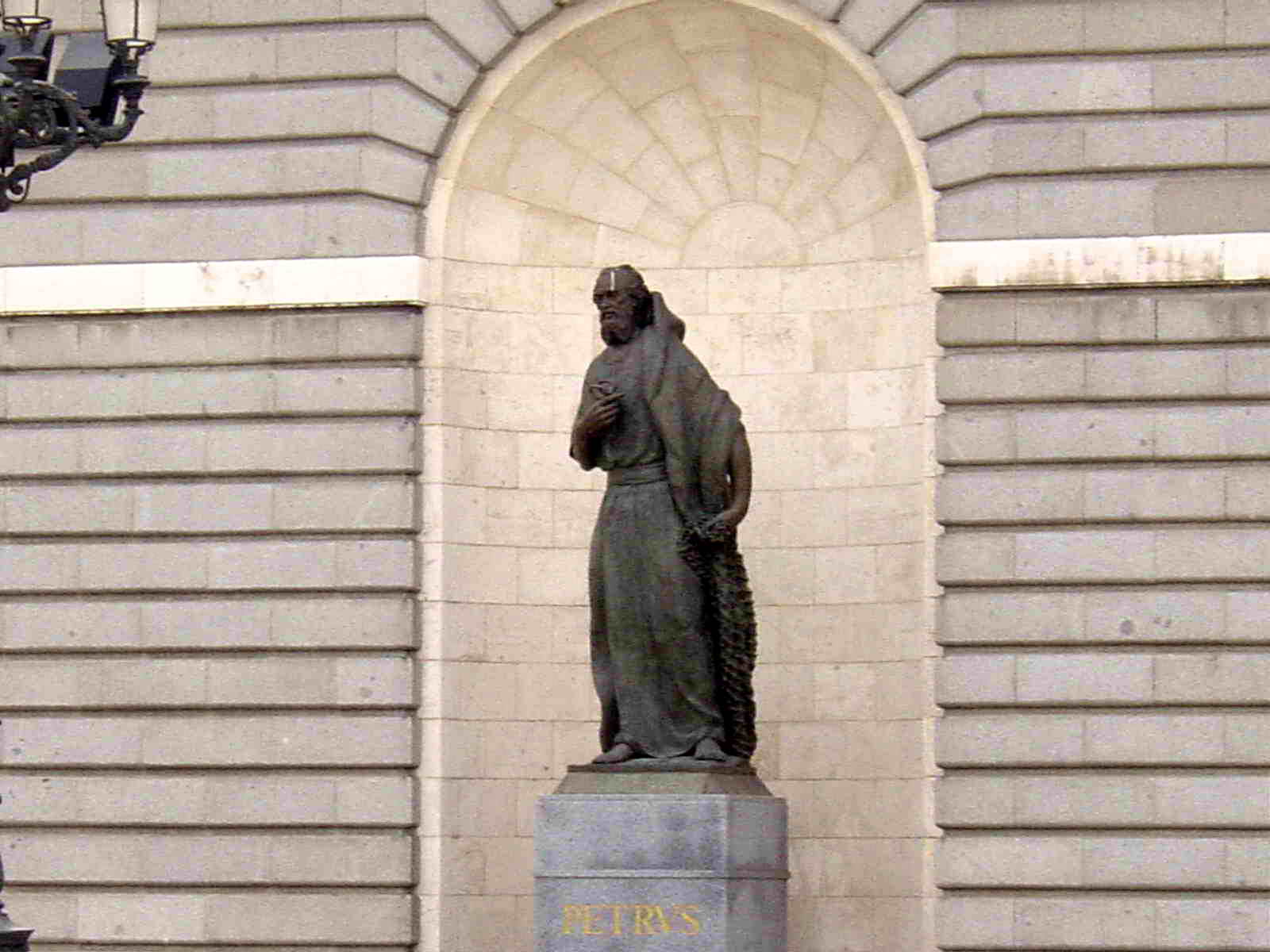
Escultura en una fornícula

S'anomena fornícula el buit de planta semicircular fet en un mur per col·locar-hi una urna o escultura. Es pot trobar tant a l'exterior com a l'interior dels edificis i compleix una funció principalment ornamental. Quan la seva finalitat és religiosa es pot anomenar capelleta.
La fornícula generalment es troba a una altura intermèdia del mur. La seva base és una superfície plana on es diposita l'element escultòric i la part superior es remata amb mig casquet esfèric, que de vegades adopta la forma d'una petxina.